# Krystian Bielik
Krystian Bielik (sinh ngày 4 tháng 1 năm 1998) là một cầu thủ bóng đá người Ba Lan hiện đang chơi cho câu lạc bộ Derby County ở vị trí tiền vệ phòng ngự và đôi khi là trung vệ.

## Sự nghiệp

### Arsenal
BIELIK bắt đầu chơi bóng cho CLB quê nhà, Górnik Konin trước khi được phát hiện bởi tuyển trạch viên Lech Poznań vào năm 2012, sau đó Bielik gia nhập học viện bóng đá Lech Poznań. Bielik đã giành chức vô địch với đội tuyển bóng đá Ba Lan U-17 vào năm 2014.
Năm 2014 Bielik gia nhập câu lạc bộ Legia Warszawa, chơi được 5 trận cho câu lạc bộ. Vào năm 2015, Arsenal đã ký hợp đồng với số tiền 2.700.000 £ cho câu lạc bộ Legia Warszawa. Vào ngày 21 tháng giêng, Arsenal hoàn tất bản hợp đồng với tiền vệ người Ba Lan với một khoản phí không được tiết lộ, tùy thuộc vào quá trình chơi bóng của Bielik.

## Thống kê sự nghiệp

### Câu lạc bộ
Tính đến ngày 29 tháng 12 năm 2020
| Câu lạc bộ               | Mùa giải       | Giải quốc nội  | Giải quốc nội | Giải quốc nội | Cúp quốc gia | Cúp quốc gia | Cúp liên đoàn | Cúp liên đoàn | Khác | Khác | Tổng cộng | Tổng cộng |
| Câu lạc bộ               | Mùa giải       | Hạng đấu       | Trận          | Bàn           | Trận         | Bàn          | Trận          | Bàn           | Trận | Bàn  | Trận      | Bàn       |
| ------------------------ | -------------- | -------------- | ------------- | ------------- | ------------ | ------------ | ------------- | ------------- | ---- | ---- | --------- | --------- |
| Legia Warsaw             | 2014–15        | Ekstraklasa    | 5             | 0             | 0            | 0            | —             | —             | 1    | 0    | 6         | 0         |
| Legia Warsaw             | Tổng cộng      | Tổng cộng      | 5             | 0             | 0            | 0            | 0             | 0             | 1    | 0    | 6         | 0         |
| Arsenal                  | 2014–15        | Premier League | 0             | 0             | 0            | 0            | —             | —             | —    | —    | 0         | 0         |
| Arsenal                  | 2015–16        | Premier League | 0             | 0             | 0            | 0            | 1             | 0             | 0    | 0    | 1         | 0         |
| Arsenal                  | 2016–17        | Premier League | 0             | 0             | 0            | 0            | 1             | 0             | 0    | 0    | 1         | 0         |
| Arsenal                  | 2017–18        | Premier League | 0             | 0             | 0            | 0            | 0             | 0             | 0    | 0    | 0         | 0         |
| Arsenal                  | 2018–19        | Premier League | 0             | 0             | 0            | 0            | 0             | 0             | 0    | 0    | 0         | 0         |
| Arsenal                  | Tổng cộng      | Tổng cộng      | 0             | 0             | 0            | 0            | 2             | 0             | 0    | 0    | 2         | 0         |
| Birmingham City (mượn)   | 2016–17        | Championship   | 10            | 0             | —            | —            | —             | —             | —    | —    | 10        | 0         |
| Walsall (mượn)           | 2017–18        | League One     | 0             | 0             | —            | —            | —             | —             | —    | —    | 0         | 0         |
| Charlton Athletic (mượn) | 2018–19        | League One     | 31            | 3             | 0            | 0            | 0             | 0             | 3    | 1    | 34        | 4         |
| Derby County             | 2019–20        | Championship   | 20            | 0             | 0            | 0            | 1             | 0             | 0    | 0    | 21        | 0         |
| Derby County             | 2020–21        | Championship   | 13            | 2             | 0            | 0            | 0             | 0             | 0    | 0    | 13        | 2         |
| Derby County             | Tổng cộng      | Tổng cộng      | 33            | 2             | 0            | 0            | 1             | 0             | 0    | 0    | 34        | 2         |
| Tổng sự nghiệp           | Tổng sự nghiệp | Tổng sự nghiệp | 38            | 5             | 0            | 0            | 3             | 0             | 4    | 1    | 86        | 6         |

1. ↑  Số trận ra sân tại UEFA Europa League
2. ↑  Số trận ra sân tại play-offs League One

### Đội tuyển quốc gia
Tính đến ngày 4 tháng 12 năm 2022
| Đội tuyển quốc gia Ba Lan | Đội tuyển quốc gia Ba Lan | Đội tuyển quốc gia Ba Lan |
| Năm                       | Số trận                   | Bàn thắng                 |
| ------------------------- | ------------------------- | ------------------------- |
| 2019                      | 3                         | 0                         |
| 2022                      | 6                         | 0                         |
| Tổng cộng                 | 9                         | 0                         |